# 레 세종
레 세종(베트남어: Lê Thế Tông / 黎世宗, 1567년 ~ 1599년 10월 12일(음력 8월 24일))은 대월 후 레 왕조의 제15대 황제(재위: 1573년 ~ 1599년)이다. 성명은 레 주이 담(베트남어: Lê Duy Đàm / 黎維潭 여유담)이다. 절일은 양원성절(陽元聖節)이다.

## 생애
영종의 다섯째 아들로 태어났다.
1572년, 영종이 권신 찐뚱을 죽이려다 실패하고 오히려 폐위된 뒤 살해당했다. 찐뚱은 당시 6살이었던 세종을 황제로 옹립하였다.
1592년, 찐뚱이 막 왕조를 공격해서 패배시키고 동도(東都)인 탕롱을 탈환하였다. 후 레 왕조는 명목상으로 대월을 통일하였으나, 당시 조정은 찐 주에게 통제되었고, 남쪽의 투언호아(順化)는 응우옌 주에게 통제되었으며, 막 왕조의 잔여세력은 까오방(高平)에 웅거하고 있었다. 이때부터 찐-응우옌 분쟁이 시작되었다.
1599년, 세종이 죽고 둘째 아들인 경종이 뒤를 이었다.

## 가계

### 후비
- 의덕황태후(Ý Đức Hoàng thái hậu/懿德皇太后) 응우옌 티 응옥띠엔(Nguyễn Thị Ngọc Tiên/阮氏玉仙/완씨옥선)

### 황자
1. 황자(皇子) 레 주이 찌(Lê Duy Trì/黎維持/여유지)
2. 황자(皇子) 레 주이 떤(Lê Duy Tân/黎維新/여유신) - 의덕황태후 소생. 제16대 황제 경종(敬宗).

## 기년
| 세종        | 원년            | 2년        | 3년        | 4년        | 5년        | 6년             | 7년        | 8년        | 9년        | 10년       |
| ----------- | --------------- | ---------- | ---------- | ---------- | ---------- | --------------- | ---------- | ---------- | ---------- | ---------- |
| 서력 (西曆) | 1573년          | 1574년     | 1575년     | 1576년     | 1577년     | 1578년          | 1579년     | 1580년     | 1581년     | 1582년     |
| 간지 (干支) | 계유(癸酉)      | 갑술(甲戌) | 을해(乙亥) | 병자(丙子) | 정축(丁丑) | 무인(戊寅)      | 기묘(己卯) | 경진(庚辰) | 신사(辛巳) | 임오(壬午) |
| 연호 (年號) | 가태(嘉泰) 원년 | 2년        | 3년        | 4년        | 5년        | 광흥(光興) 원년 | 2년        | 3년        | 4년        | 5년        |
| 세종        | 11년            | 12년       | 13년       | 14년       | 15년       | 16년            | 17년       | 18년       | 19년       | 20년       |
| 서력 (西曆) | 1583년          | 1584년     | 1585년     | 1586년     | 1587년     | 1588년          | 1589년     | 1590년     | 1591년     | 1592년     |
| 간지 (干支) | 계미(癸未)      | 갑신(甲申) | 을유(乙酉) | 병술(丙戌) | 정해(丁亥) | 무자(戊子)      | 기축(己丑) | 경인(庚寅) | 신묘(辛卯) | 임진(壬辰) |
| 연호 (年號) | 6년             | 7년        | 8년        | 9년        | 10년       | 11년            | 12년       | 13년       | 14년       | 15년       |
| 세종        | 21년            | 22년       | 23년       | 24년       | 25년       | 26년            | 27년       |            |            |            |
| 서력 (西曆) | 1593년          | 1594년     | 1595년     | 1596년     | 1597년     | 1598년          | 1599년     |            |            |            |
| 간지 (干支) | 계사(癸巳)      | 갑오(甲午) | 을미(乙未) | 병신(丙申) | 정유(丁酉) | 무술(戊戌)      | 기해(己亥) |            |            |            |
| 연호 (年號) | 16년            | 17년       | 18년       | 19년       | 20년       | 21년            | 22년       |            |            |            |